# Ballana knulli
Ballana knulli är en insektsart som beskrevs av Delong 1964. Ballana knulli ingår i släktet Ballana och familjen dvärgstritar. Inga underarter finns listade i Catalogue of Life.